# ميخائيل يونغ (لاعب كرة قدم أسترالية)
ميخائيل يونغ (بالإنجليزية: Michael Young)‏ هو لاعب كرة قدم أسترالية أسترالي، ولد في 16 ديسمبر 1958، وتوفي في 16 سبتمبر 2018.

## وصلات خارجية
- ميخائيل يونغ على موقع AustralianFootball.com (الإنجليزية)
- ميخائيل يونغ على موقع AFLtables.com (الإنجليزية)